# Ива круглолистная
И́ва круглоли́стная (лат. Salix rotundifolia) — вид цветковых растений из рода Ива (Salix) семейства Ивовые (Salicaceae).

## Распространение и экология
В природе ареал вида охватывает Канаду (Юкон) и США (штаты Аляска, Монтана и Вайоминг). Распространён в арктической Европе, Сибири, на гольцах полуострова Корея, Камчатке.
Произрастает по каменистым, щебнистым, песчаным или лишайниковым тундрам арктической зоны.

## Ботаническое описание
Распластанный по земле кустарничек высотой до 5 см, с шишковато-утолщённым главным корнем. Ветви густо раскинутые, змеевидно-вытянутые, не укореняющиеся, длиной до 30—75 см, узловатые, жёлто- или, чаще, красно-бурые, голые. Летние побеги очень тонкие, вместе с почками покрыты короткими загнутыми волосками.
Листья мелкие, длиной 0,5—2 см, шириной 0,4—1,5 см, кожистые, округлые или яйцевидные, с усечённым или сердцевидным основанием, на верхушке закруглённые, выемчатые или коротко-заострённые, цельнокрайные, или от основания до середины с несколькими отогнутыми железистыми зубчиками, на верхушке нередко вдавленно складчатые, сверху голые, тускло-зелёные, снизу бледнее, голые или с редкими длинными, немного загнутыми волосками, с обеих сторон слегка крапчатые. Черешки короткие, длиной 1—5 мм.
Серёжки конечные, с 2—3 развитыми почковидными листочками, малоцветковые. Прицветные чешуйки обратнояйцевидные, широкие, тупые, одноцветные, жёлтые или светло-жёлто-коричневые, почти голые или покрытые редкими длинными волосками. Внутренний нектарник продолговатый, суженный, наружный отсутствует. Тычинки в числе двух, свободные, нити голые. Завязь почти сидячая, голая, зелёная или нежно-красно-коричневая; столбик толстый; рыльца маленькие, толстые, обычно расщеплённые и расходящиеся.
Плод — красновато-бурая, голая коробочка.

## Химический состав
Листья в июле на полярном Урале содержали (от абс. сух. вещ. в проц.): золы 5,8, протеина 19,1, белка 16,4, жира 4,2, клетчатки 17,4, БЭВ 53,5, в том числе моносахаров 5,2, всего сахаров 7,0, крахмала, гемицеллюлозы 17,7.

## Значение и применение
Даёт кормовую массу около 30 кг/га. Листья и молодые побеги поедаются северным оленем (Rangifer tarandus) летом и зимой из-под снега. 

## Таксономия
Вид Ива круглолистная входит в род Ива (Salix) семейства Ивовые (Salicaceae) порядка Мальпигиецветные (Malpighiales).
|  |                                      |  |                                                             |                                                             |                  |  | ещё 36 семейств (согласно Системе APG II) | ещё 36 семейств (согласно Системе APG II) |                       |  |  |  | ещё более 500 видов |
|  |                                      |  |                                                             |                                                             |                  |  | ещё 36 семейств (согласно Системе APG II) | ещё 36 семейств (согласно Системе APG II) |                       |  |  |  | ещё более 500 видов |
|  |                                      |  |                                                             | порядок Мальпигиецветные                                    |                  |  |                                           |                                           | род Ива               |  |  |  |                     |
|  |                                      |  |                                                             | порядок Мальпигиецветные                                    |                  |  |                                           |                                           | род Ива               |  |  |  |                     |
|  | отдел Цветковые, или Покрытосеменные |  |                                                             |                                                             | семейство Ивовые |  |                                           |                                           | вид Ива круглолистная |  |  |  |                     |
|  | отдел Цветковые, или Покрытосеменные |  |                                                             |                                                             | семейство Ивовые |  |                                           |                                           |                       |  |  |  |                     |
|  |                                      |  | ещё 44 порядка цветковых растений (согласно Системе APG II) | ещё 44 порядка цветковых растений (согласно Системе APG II) |                  |  |                                           | ещё около 57 родов                        | ещё около 57 родов    |  |  |  |                     |
|  |                                      |  |                                                             | ещё 44 порядка цветковых растений (согласно Системе APG II) |                  |  |                                           |                                           | ещё около 57 родов    |  |  |  |                     |